# Carlos Kleiber
Karl Ludwig Bonifacius (Carlos) Kleiber (Berlijn, 3 juli 1930 – Konjšica bij Litija, 13 juli 2004) was een Oostenrijkse dirigent. Hij werd geboren in Duitsland, waar hij zijn kleuterjaren doorbracht. Hij had eerst de Oostenrijkse nationaliteit, daarna de Argentijnse en vanaf 1980 (vermoedelijk) opnieuw de Oostenrijkse. Tussen 1935 en 1953 woonde hij in Argentinië en daarna weer in Duitsland. Als laatste woonde hij met zijn Sloveense vrouw Stanislava Brezovar in Konjšica (50 km oostelijk van Ljubljana) waar hij overleed.

## Levensloop
Carlos Kleiber was de zoon van Erich Kleiber, die zelf ook als een groot dirigent wordt beschouwd, en de in Berlijn geboren Amerikaanse Ruth Goodrich, die van moederszijde van joodse afkomst was. Het gezin week in 1935 uit naar Argentinië om aan het naziregime te ontkomen, nadat zijn vader geen inmenging had geaccepteerd in zijn werk als chefdirigent van de Staatsoper Unter den Linden in Berlijn. In Argentinië groeide Kleiber op en werd het Duitse Karl tot Carlos, en zette hij zijn eerste stappen in de wereld van de klassieke muziek.
Op aandringen van zijn vader begon Kleiber een studie scheikunde in Zürich, maar hij brak die af voor de muziek. Zijn dirigentenloopbaan begon in 1952 in het operatheater van La Plata. Een jaar later maakte hij zijn Europese debuut in München. Kleiber leidde gerenommeerde operahuizen, maar zijn contracten waren altijd van korte duur. Hij ging liever zijn eigen weg. Hij was de eerste keuze van de Berliner Philharmoniker om Herbert von Karajan op te volgen, maar hij sloeg dit aanbod af.
Kleiber was onder meer verbonden aan de Opera van Potsdam, de Deutsche Oper am Rhein in Düsseldorf (1956-1964), de Opera van Zürich (1964-1966), de Staatsoper te Stuttgart (vanaf 1966) en de Bayerische Staatsoper te München (vanaf 1968). Hij dirigeerde Tristan und Isolde bij zijn debuut bij de Wiener Staatsoper in 1973 en het jaar daarop bij de Bayreuther Festspiele. Kleiber trad als gastdirigent op bij onder meer de Wiener Philharmoniker en het Koninklijk Concertgebouworkest. 
Tot de hoogtepunten in Kleibers loopbaan behoren opvoeringen van de opera's Tristan und Isolde van Wagner, Otello van Verdi en Carmen van Bizet. In 1989 en 1992 dirigeerde hij het traditionele Nieuwjaarsconcert van de Wiener Philharmoniker in de Wiener Musikverein. In 1994 beleefde hij ongekende triomfen met opvoeringen van Der Rosenkavalier van Richard Strauss in Wenen. Dit zou zijn laatste opera worden. Zijn laatste orkestconcert was in februari 1999, toen hij in Cagliari op Sardinië de Vierde en de Zevende symfonie van Beethoven dirigeerde.
Zijn laatste jaren leidde Kleiber een teruggetrokken bestaan in de omgeving van München. Hij stierf vrij onverwacht op 13 juli 2004 in zijn vakantiehuis. Zijn stoffelijk overschot werd bijgezet in de grafkelder waarin ook zijn vrouw begraven is. Ze lieten twee kinderen na, zoon Marko en dochter Lillian.

## Waardering
Kleiber, die zelden of nooit interviews gaf, stond bekend als lastig, nerveus, geestig, onberekenbaar en perfectionistisch, maar werd zeer geprezen om zijn trouw aan de bedoelingen van de componisten, wier werk hij vertolkte. Sommigen beschouwen hem zelfs als de beste dirigent aller tijden. Door collega's werd hij alom geroemd als een genie, al vond men het jammer dat hij met zijn enorme talent zo weinig optrad. In 2011 vroeg het Engelse muziektijdschrift BBC Music aan 100 toonaangevende dirigenten uit de gehele wereld wie voor hen het meest inspirerende voorbeeld was. Carlos Kleiber kwam als eerste uit de bus, vóór Leonard Bernstein, Claudio Abbado en Herbert von Karajan.
Kleiber was niet tot compromissen bereid en voerde een werk slechts uit als hij met de repetities en de prestaties van de musici tevreden was. Dat leidde gemakkelijk tot spanningen. Herhaaldelijk liet hij uitvoeringen op het laatste moment om onduidelijke redenen niet doorgaan, maar toch bleef hij in alle grote operahuizen een graag geziene gast. Hij trad zelden op, omdat hij een hekel had aan de "industriële gekte", zoals hij dat noemde, van het internationale dirigentendom. Als hij geld of een auto nodig had, liet hij zich uitnodigen en vorstelijk betalen voor een aantal concerten.
Veel van de uitvoeringen van Carlos Kleiber werden niet op band vastgelegd, maar de concerten die wel werden geregistreerd gelden als zeer hoogwaardig. De opnames van Beethoven worden gerekend tot het beste en - door eigenzinnige tempokeuzes - ook als de meest bijzondere aller tijden. 
Carlos Kleiber ontving talrijke onderscheidingen, waaronder de Gouden Baton van La Scala in Milaan.